# Саперави
Саперави (на грузински: საფერავი, в превод – „боя“) е винен сорт грозде, произхождащ от Грузия. В България е райониран, но е намерил ограничено приложение.
Гроздът е среден, коничен, крилат разклонен в основата, рехав до полусбит. Зърното е средно, овално, тъмносиньо, с изолилен налеп. Ципата е тънка, жилава. Гроздът е средно голям до голям, рехав. Зърното е с тънка ципа, обагрена тъмносиньо, с розов сок
Саперави е късно зреещ винен сорт. Гроздето узрява през втората половина на септември. Добре се развива на богат и свежи почви. Сравнително е устойчив на студ и суша, но е чувствителен на гъбни болести. Склонен е към изресяване. Има буен растеж, добра родовитост и среден добив.
От него се получават висококачествени вина с тъмнорубинен цвят, които имат специфичен за сорта аромат и фин букет. Гроздето му се използва и като коректор за цвят на червени трапезни вина получени от по-слабо обагрени сортове. Използва се и за производство на сладки вина.